# Christoph von Schmöger
Christoph von Schmöger, Herr auf Adelzhausen (* 18. August 1765 in Wertingen; † 30. Januar 1839 in Regensburg) war ein königlich bayerischer Regierungsrat, Oberst und Kreisinspektor der Landwehr.

## Leben
Christoph von Schmöger war der Sohn des pensionierten königl. bayerischen Hofrats Franz Joseph von Schmöger, Herr auf Adelzhausen (* 28. Februar 1733 in Wertingen; † 15. Mai 1821 in München) und der Maria Magdalena geb. Freiin von Wadenspann († 16. Februar 1832 in München). Die Familie wurde 1744 mit seinem Großvater, dem kurbayerischen Pfleger von Friedberg und Wertingen, sowie Besitzer der Hofmark Adelzhausen Franz Anton Schmöger in den erblichen Adelsstand erhoben. Von Schmöger diente von 1790 an als Sekretär in verschiedenen Ministerien bei der Oberlandesregierung in München. Am 26. August 1816 wurde er zum Landwehrhauptmann ernannt sowie am 31. Juli 1817 zum Oberst der Landwehrkommission in Regensburg. Schließlich erhielt er am 28. Januar 1826 den Titel eines königl. Regierungsrates und war zuletzt als Landwehrkreisinspektor in Regensburg tätig. Auf seine Veranlassung gründete er von 1816 bis 1817 im St. Katharinaspital in Regensburg eine Stiftung, die an Arme Brot verteilte. 1838 erkrankte er an einem organischen Fehler und starb 1839 im Alter von 73 Jahren.

## Familie
Christoph von Schmöger vermählte sich am 28. Februar 1791 mit Katharina Sutor (* 24. November 1762 in München; † 22. April 1836 in Regensburg). Aus der Ehe gingen folgende Kinder hervor:
- Ferdinand von Schmöger (* 8. Januar 1792 in München; † 4. März 1864 in Regensburg), Professor und Konservator am Lyzeum Regensburg
- Joseph von Schmöger, Aktuar am königl. Landgericht Pfaffenberg
- Katharina von Schmöger; ⚭ 26. Februar 1826 Joachim von Ruf, königl. Landgerichtsassessor in Stadtamhof[3]
- Christoph von Schmöger, Priester und Vikar am Kollegialstift in Regensburg